# Communauté de communes Fier et Usses
Die Communauté de communes Fier et Usses ist ein französischer Gemeindeverband mit Rechtsform einer Communauté de communes im Département Haute-Savoie, dessen Verwaltungssitz sich in dem Ort Sillingy befindet. Das Gebiet seiner sieben Mitgliedsgemeinden erstreckt sich nordwestlich der Agglomeration von Annecy und umfasst die von sanften Hügeln geprägte Ebene zwischen den Flüssen Les Usses im Norden und Fier im Süden. Der im Juni 1993 gegründete Gemeindeverband zählt 16.252 Einwohner (Stand 2022) auf einer Fläche von 67,96 km², sein Präsident ist François Daviet.

## Aufgaben
Zu den vorgeschriebenen Kompetenzen gehören die Entwicklung und Förderung wirtschaftlicher Aktivitäten und des Tourismus sowie die Raumplanung auf Basis eines Schéma de Cohérence Territoriale. Der Gemeindeverband bestimmt die Wohnungsbaupolitik und betreibt die Wasserversorgung, die Abwasserentsorgung, die Müllabfuhr und ‑entsorgung sowie den Schulbusverkehr.

## Mitgliedsgemeinden
Folgende sieben Gemeinden gehören der Communauté de communes Fier et Usses an:
| Gemeinde                             | Einwohner 1. Januar 2022 | Fläche km² | Dichte Einw./km² | Code INSEE | Postleitzahl |
| ------------------------------------ | ------------------------ | ---------- | ---------------- | ---------- | ------------ |
| Choisy                               | 1.704                    | 16,57      | 103              | 74076      | 74330        |
| La Balme-de-Sillingy                 | 5.215                    | 16,51      | 316              | 74026      | 74330        |
| Lovagny                              | 1.297                    | 5,55       | 234              | 74152      | 74330        |
| Mésigny                              | 802                      | 6,73       | 119              | 74179      | 74330        |
| Nonglard                             | 735                      | 4,12       | 178              | 74202      | 74330        |
| Sallenôves                           | 847                      | 3,64       | 233              | 74257      | 74270        |
| Sillingy                             | 5.652                    | 14,84      | 381              | 74272      | 74330        |
| Communauté de communes Fier et Usses | 16.252                   | 67,96      | 239              | –          | –            |